# Calliactis xishaensis
Calliactis xishaensis is een zeeanemonensoort uit de familie Hormathiidae.
Calliactis xishaensis is voor het eerst wetenschappelijk beschreven door Pei in 1996.